# Euphorbia oblongifolia
Euphorbia oblongifolia là một loài thực vật có hoa trong họ Đại kích. Loài này được (K.Koch) K.Koch mô tả khoa học đầu tiên năm 1849.